# ثالر جنيف
كان ثالر جنيف عملة كانتون جنيف السويسري حتى 1798 (عدا الفترة بين 1794 و1795) وبين 1813 و1839. قسم إلى 12¾ فلورين كل منها إلى 12 سو وكل سو إلى 12 دونييه.

## التاريخ
كان الثالر عملة جمهورية جنيف حتى عام 1794، عندما حل مكانه الجنيفواز. استخدم الأخير لعام واحد قبل أن تعود الجمهورية لاستخدام الثالر. ألحقت جنيف بفرنسا في 1798 واستخدم الفرنك الفرنسي محل الثالر. بعد الاستقلال عن فرنسا في 1813 والانضمام إلى الاتحاد السويسري في 1815، استخدم الثالر مرة أخرى. استمر في التداول حتى 1839 عندما حل محله فرنك جنيف.

## Coins
في أواخر القرن الثامن عشر، كان القطع المعدنية 6 و9 دونييه و1 و1½ و3 و6 سو وقطع فضية من فئة 15 سو و½ و1 ثالر وذهبية 1 و3 بيستول.